# Santa Catarina Yetzelalag
Santa Catarina Yetzelalag är en ort i Mexiko.   Den ligger i kommunen San Ildefonso Villa Alta och delstaten Oaxaca, i den sydöstra delen av landet, 400 km sydost om huvudstaden Mexico City. Santa Catarina Yetzelalag ligger 1 173 meter över havet och antalet invånare är 391.
Terrängen runt Santa Catarina Yetzelalag är bergig, och sluttar västerut. Runt Santa Catarina Yetzelalag är det glesbefolkat, med 19 invånare per kvadratkilometer. Närmaste större samhälle är San Ildefonso Villa Alta, 12,7 km söder om Santa Catarina Yetzelalag. I omgivningarna runt Santa Catarina Yetzelalag växer i huvudsak städsegrön lövskog.